# 常陽新聞
『常陽新聞』（じょうようしんぶん）は、茨城県の全域もしくは茨城県南地域の土浦市周辺地域を対象とした、常陽新聞株式会社が発行していた地方紙である。
1948年（昭和23年）に創刊、その後休刊と復刊を経て2017年（平成29年）まで発行された。また常陽新聞株式会社についても、土浦市に本社を置いた初代法人と、つくば市に本社を置いた2代目法人が存在する。
本項では常陽新聞の後継にあたるニュースサイト『NEWSつくば』、および常陽新聞の情報版として創刊し県南部の地域情報誌として2022年まで刊行されていた『常陽リビング』についても解説する。

## 初代
土浦市に拠点を置き、茨城県南地域を中心に全県を取材・配布地域としていたブランケット判の朝刊県域紙（一般紙）である。日本新聞協会、全国郷土紙連合に加盟していた。2013年に廃刊。

### 概要

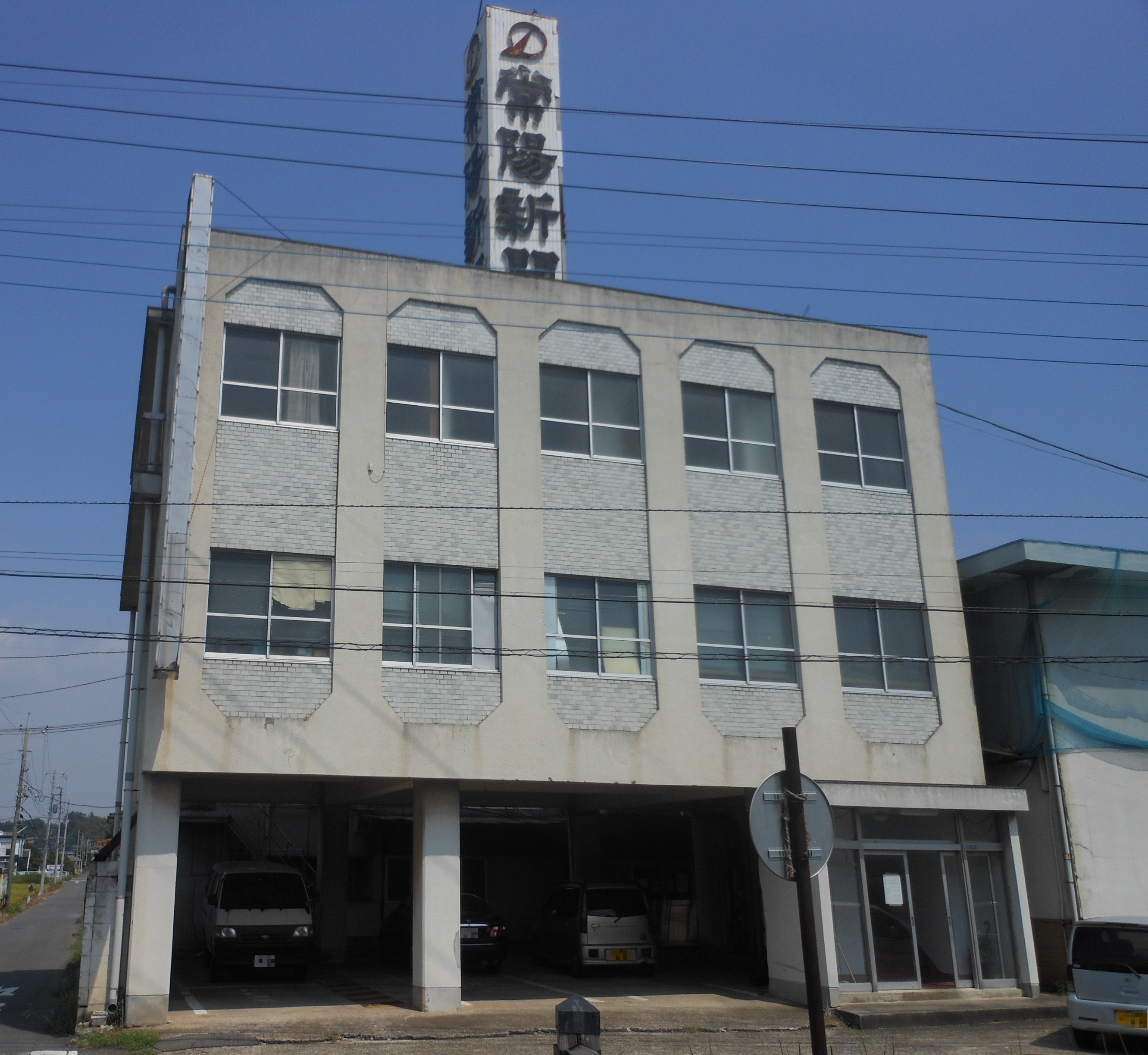
旧常陽新聞時代の本社（土浦市）

1948年（昭和23年）11月1日に『豆日刊土浦』として創刊。1953年（昭和28年）6月1日に『常陽新聞』に改題した。本社は土浦市真鍋2丁目7番6号にあり、最終期には東京支社、水戸支社、友部支局があった。2000年代の公称部数は約8万部だった。また1988年（昭和63年）1月1日には主に県南地域を配布エリアとする無料情報紙『つくばムック』を創刊し、のち1992年（平成4年）に『常陽ウイークリー』に改題。毎週金曜日発行で25万部を発行していた。
本紙の実発行部数は1960年代半ばには1万部以上あったが、全国紙（『読売新聞』『朝日新聞』など）や県紙の『茨城新聞』と競合する中、1985年（昭和60年）、関連会社の常陽興産が国際科学技術博覧会（科学万博）会場周辺の駐車場経営に失敗して破産したあおりで同年6月24日に水戸地方裁判所土浦支部に旧商法の会社整理を申請し、事実上倒産した。新聞発行を継続しながら経営再建をめざしたものの、2003年（平成15年）には営業不振から約7億円の累積赤字を抱えて経営難に陥り、中川ヒューム管工業やカスミなどの出資で設立された新会社の株式会社常陽新聞新社に同年3月1日付で営業権を承継して解散した。パートを含む従業員72人のうち希望者は全員、新会社に再雇用された。
その後も景気低迷や地元経済の衰退に伴う大口広告主の廃業などで経営環境の悪化が続き、実発行部数は約5000部にまで低迷。2008年（平成20年）3月期に6億2000万円だった年売上高は2013年（平成25年）3月期には約1億6300万円にまで減少し、赤字決算が続いた。
このため株式会社常陽新聞新社は2013年（平成25年）8月30日、従業員に対する給与遅配などの解決のめどが立たないことを理由に、同日組の8月31日付朝刊で廃刊し、水戸地方裁判所土浦支部に準自己破産を申請した。負債は約1億2000万円で、その大半は輪転機などの未払いリース料と従業員への未払い給与だった。

### 沿革
- 1948年（昭和23年）11月1日 - 『豆日刊土浦』として創刊。
- 1953年（昭和28年）6月1日 - 『常陽新聞』に改題。
- 1977年（昭和52年）
  - 4月8日 - 『常陽リビングニュース』創刊。
  - 9月1日 - 財団法人常陽新聞厚生文化事業団設立。
- 1981年（昭和56年）11月 - 常陽リビングが分社化し、株式会社常陽リビング社設立。
- 1983年（昭和58年）8月4日 - ケーブルテレビ開局を目的に土浦圏テレビ放送株式会社設立（現在の土浦ケーブルテレビ）。
- 1985年（昭和60年）6月24日 - 水戸地方裁判所土浦支部に旧商法の会社整理を申請し事実上倒産。事業継続しつつ経営再建を図る。
- 1988年（昭和63年）1月1日 - 『つくばムック』創刊。
- 1992年（平成4年）3月 - 『つくばムック』を『常陽ウイークリー』に改題。
- 2003年（平成15年）3月1日 - 株式会社常陽新聞新社が設立され常陽新聞社の事業を承継、時事通信社解説委員の坂本栄が社長に就任。
- 2013年（平成25年）8月30日 - 株式会社常陽新聞新社が準自己破産を申請し、8月31日付朝刊で廃刊。

## 2代目
茨城県つくば市吾妻3丁目にあった常陽新聞株式会社が発行していたタブロイド判の朝刊地域新聞（一般紙）である。茨城県のうち土浦市、つくば市と周辺地域を取材・配布地域とした。2017年に廃刊。

### 概要
ベンチャー企業が買い取って事実上復刊した地域紙であったが、旧紙から引き継いだ厳しい競争環境、人口流動の多い地域事情や狭い市場、さらには無料ネットニュース全盛の時代背景や硬派の紙面傾向もあって部数が伸び悩み、地域において不可欠な有料メディアに成長することができないまま、わずか3年余で幕を閉じることになった。地方紙経営で常套手段のドミナント戦略が裏目に出た例でもある。

#### ベンチャーによる復刊劇
旧『常陽新聞』廃刊後の2013年（平成25年）11月、ソフトバンク出身でユナイテッドベンチャーズ株式会社を経営する楜澤悟が、地域密着メディアへの経営参画をめざして、つくば市に「常陽新聞株式会社」を設立した。常陽新聞株式会社は旧常陽新聞新社が保有していた題号『常陽新聞』を買い取り、判型をタブロイド判として第1号を2014年（平成26年）2月1日に発刊した。旧常陽新聞時代の号数（紙齢）は承継していない。日曜休刊で当初の発行部数は3000部だった。
楜澤はこれまで、CS放送会社JスカイB（現：スカパーJSAT）などの事業立ち上げやファンドを通じたIT企業への出資に取り組んだ経験があり、常陽新聞の発行エリアの人口が約103万人と多いことから、地域密着メディアであれば部数増の可能性が大きいと判断したという。目標発行部数は日本新聞協会再加盟の条件となる1万部以上で、将来的には長野県松本市の地域紙『市民タイムス』を参考に2つの地域版体制に移行することを目指すとしていた。
復刊後は、当初は通常12頁のタブロイド判とし、原則として毎週日曜日と年10回程度（主に月曜日）の新聞休刊日該当日は休刊、宅配は原則として電子版とのセットのみ（電子版のみの購読も可であるが、宅配のみは不可）としていた。2015年（平成27年）12月から一部紙面の変更を行い、前述のようにこれまで通常12頁としていたのを8頁に削減。1面と最終面に地域密着型の記事を掲載し、在京地上波テレビの番組表の掲載を終了し、またこれまでは基本的に宅配購読者は宅配+電子版のセットのみとしていたのを、宅配版のみのサービスも開始（電子版のみの購読も引き続き可）するようになった。
発刊にあたって常陽新聞株式会社は、印刷を毎日新聞社系列の東日印刷に委託するとともに、販売を東日印刷から直送できる毎日新聞の販売店網に一本化することで、印刷・輸送の全外注化を実現して発行コストを大幅に削減したほか、購読契約者を対象にタブレット端末やスマートフォンでも紙面を購読できる「電子版」サービスも開始した。Twitterで寄せられた意見を取り入れ、タブレットを持っていない読者には安価のタブレットの貸し出しも行っていた。なお、地方紙を県外の工場にて印刷する事例は、他に『富山新聞』『日刊県民福井』『大阪日日新聞』『奈良新聞』の例がある。『奈良新聞』以外は親会社（発行元）の新聞社直属の工場であり、『奈良新聞』だけは常陽新聞と同じく完全外部委託である。

#### 短期間で廃刊
購読者数が伸び悩み、月数百万円の損失を計上しており、2017年（平成29年）3月31日付をもって新聞・電子版ともに休刊（廃刊）となった。従業員は全員退職するが、会社自体は当分は存続させ、営業譲渡による事業継続の可能性を探るとしていた。
2017年10月には会社を株式会社Kワールドに商号変更の上、登記上の本店をつくば市から東京都千代田区に移転、その後2022年（令和4年）2月に渋谷区に移転している。

### 論調
土浦市、つくば市周辺の住民にしか理解できないほど極めてローカル色の強いメディアであり、県や市の事業に対する批判的なものを含む報道などごく一般紙的で硬派なものが多く、生活情報や読者投稿は控えめであった。これは旧紙から一貫していた傾向である。タブロイド復刊以降、伸び悩んだためかスポーツ紙のような色付きの太文字見出しを採用するなどの工夫が見られたが、路線変更と呼べるほどの大きな変化は起きなかった。

### 本社・事務所（休刊時）
- 本社 - 茨城県つくば市吾妻3丁目10番地13 つくば文化ビル1F
- 土浦支局 - 茨城県土浦市川口1-9-1 桜井ビル2F
- 東京事務所 - 東京都港区虎ノ門2丁目7番16号 エグゼクティブタワー虎ノ門8F（ユナイテッドベンチャーズ株式会社内）

### 休刊時の販売地域
- つくば市
- 土浦市
- 石岡市
- かすみがうら市
- 稲敷市
- 龍ケ崎市
- 牛久市
- 取手市
- つくばみらい市
- 常総市
- 守谷市
- 阿見町
- 利根町
- 河内町
- 美浦村

以上15市町村とその周辺地域の一部では『毎日新聞』宅配所を通して配達が行われていた。この他JR東日本常磐線の石岡駅や土浦駅など8駅と関東鉄道常総線の守谷駅や戸頭駅、主要コンビニエンスストア（セブン-イレブン、ローソン、サークルKサンクス加盟各店など）でも即売を扱っていた。

### 沿革
- 2013年（平成25年）11月29日 - 常陽新聞株式会社設立。
- 2014年（平成26年）
  - 2月1日 - 旧株式会社常陽新聞新社から『常陽新聞』の題号を承継して第1号を発刊。
  - 5月1日 - 全ページ（紙面）をカラー化。
- 2017年（平成29年）3月31日 - 同日付をもって休刊（廃刊）。

## NEWSつくば
『NEWSつくば』は、つくば市・土浦市周辺地域を取材対象としたニュースサイトである。
2017年8月に、常陽新聞の元記者や旧常陽新聞新社元社長の坂本栄らが参加して、地域情報をインターネット配信するNPO法人「NEWSつくば」が発足した。筑波学院大学と連携し、常陽新聞の論調そのままのニュースサイトを提供している。記者7人が書く行政・地域情報などの記事と読者によるコラムなどを1日3本程度を配信している。地元企業の寄付・広告などによる月額約80万円が主な収益で、記者の生計も他の仕事や家族の収入、年金が頼りであるが、常勤記者を2～3人雇い警察取材を始めることもめざしている。

## 常陽リビング
「常陽リビング」は、2022年まで茨城県南部地域に新聞折込で配られていた地域情報誌である。
1998年から2008年の間の平均ページ数は平均36ページ、最大では40ページの紙面であり、2007年には年間約10億円の売り上げがあった。しかし2018年頃から大きな割合を占めていた不動産広告がインターネット広告にとって代わったことにより減少、加えて新型コロナウイルス禍により飲食店や旅行関係の広告が減少し、末期の紙面は8～12ページほどであった。広告の減少に加えて円安などによる原材料費の高騰も予想されることから2022年12月17日の最終号をもって休刊となった。

### 沿革
- 1977年4月8日 - 常陽新聞の情報版として創刊[18]。創刊号は4ページであった[19]。
- 1981年 - 常陽新聞より分社化、株式会社常陽リビング社が設立された[18]。
- 1985年8月 - 常陽新聞が常陽リビングを京葉ガスに譲渡し、京葉ガスのグループ会社となる[20]。
- 2004年5月 - 土浦市真鍋から土浦市桜ケ丘町に本社を移転[18]。
- 2017年10月 - 千葉県北西部にて地域情報紙『ニューファミリーけいよう』を刊行していた株式会社ニューファミリー新聞社を合併し、千葉県市川市に京葉支社を開設[18]。
- 2022年12月17日 - 同日付の最終号をもって休刊[17][19][20]。最終号を含め2285号、総発行部数216,575部、45年の歴史に幕を閉じた[19]。